# Дйордь Ботонд-Болич
Дйордь Ботонд-Болич (угор. Botond-Bolics György; 22 жовтня 1913, Арад — 8 січня 1975, Будапешт) — угорський письменник-фантаст та інженер.

## Життя
Після вивчення політичних наук, національної економіки та інженерії отримав докторську степінь у 1935 році. Ботонд-Болич був операційним організатором, але після війни переїхав до Будапешта і влаштувався редактором у видавництво, став письменником та активним публіцистом.
Перший науково-фантастичний роман з'явився в 1957 році під назвою «Ha felszáll a köd…» (Коли розвіється туман…). Серед його творів — науково-фантастичні романи та сценарії до науково-популярних фільмів. Був активним перекладачем науково-фантастичної літератури з німецької на угорську.

## Праці
- «Коли розвіється туман…» (угор. Ha felszáll a köd…) (Будапешт 1957)
- «Ezer év a Vénuszon» (Будапешт 1959)
- «Korunk csodái» (Будапешт 1960)
- «Idegen bolygón született» (Будапешт 1961)
- «Ma csoda — holnap valóság» (Будапешт 1966)
- «Az Orbitron-terv» (Будапешт 1986)